# Przytulia pospolita
Przytulia pospolita (Galium mollugo L.) – gatunek rośliny wieloletniej należący do rodziny marzanowatych. Znana też jako przytulia zwyczajna, przytulia łąkowa. Prawdopodobnie jest kenofitem,  gatunkiem zawleczonym i zwykle nie jest odróżniany od przytulii białej. Występuje w Europie, Afryce Północnej, na Kaukazie i Zachodniej Syberii, rozprzestrzenia się też gdzieniegdzie w innych rejonach.

## Morfologia

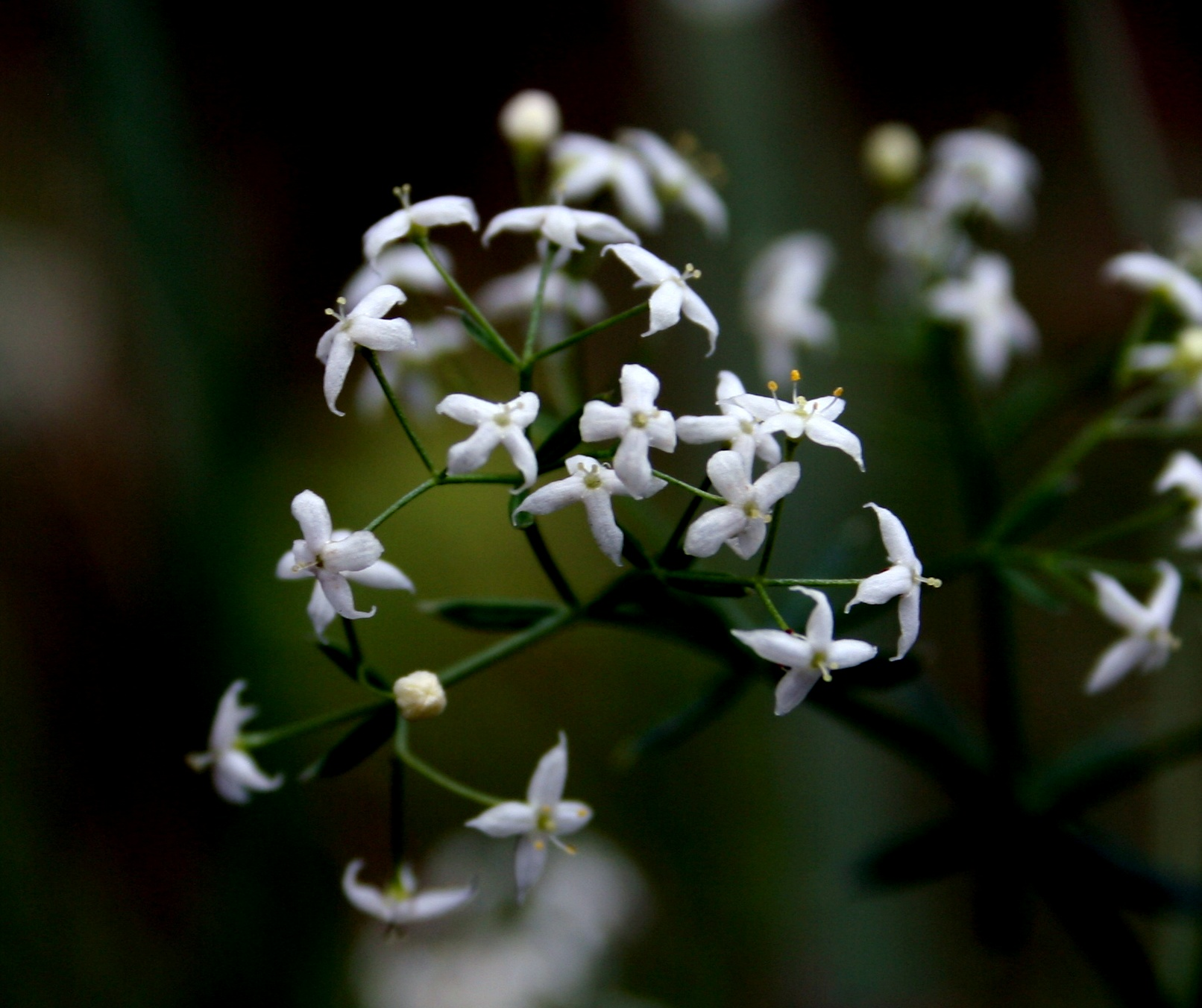
Kwiaty

ŁodygaPokładająca się w dolnej części i podnosząca górą, silnie rozgałęziająca się, cienka, czworograniasta, naga.
LiścieUlistnienie okółkowe, liście przeważnie po 8, ostro zakończone, równowąskie lub lancetowate, nagie. Mają jeden tylko, wyraźnie widoczny nerw główny, są całobrzegie.
KwiatyZebrane w duże i rozpierzchłe wierzchotki wyrastające po dwie z okółków liści. Kwiaty promieniste, małe, pachnące, na szypułkach o długości 3–4 mm, poziomo odstających. Korona zrosłopłatkowa o średnicy 2–3 mm, krótkiej rurce, złożona z 4 białych płatków. Wewnątrz niej 4 przyrośnięte do niej pręciki i 1 słupek z dolną zalążnią i dwoma szyjkami o główkowatych znamieniach.
OwocRozłupnia rozpadająca się na dwa nagie orzeszki.
Część podziemnaPod ziemią roślina posiada trwałe, zimujące kłącze, które wytwarza nitkowate rozłogi. Szyja kłącza i korzeni jest cienka i słabo zdrewniała.

## Biologia i ekologia
Bylina, hemikryptofit. Roślina miododajna, nektar znajduje się na dnie kwiatowym. Kwiaty przedprątne, kwitną od czerwca do września, zapylane są przez drobne muchówki. Rośnie na łąkach i w zaroślach. W klasyfikacji zbiorowisk roślinnych gatunek charakterystyczny dla All. Arrhenatherion ?, All. Trifolion medii ?.